# 바디나물
바디나물(Angelica decursiva)은 한반도 각처 산이나 들의 습지 근처에 나는 여러해살이풀로 높이는 80-150cm이다. 줄기에 세로줄이 발달하고 근생엽과 밑부분의 잎은 잎자루가 길다. 깃꼴겹잎, 길이 10-30cm, 작은잎은 3-5장, 깊게 다시 3-5갈래, 잎몸의 일부가 날개모양이다. 길이 5-10cm, 결각 모양의 톱니와 예리한 톱니가 있으며, 잎자루 밑이 자줏빛이 도는 잎집으로 된다. 꽃은 짙은 자주색, 흰색이며 큰 겹산형꽃차례이며 화축은 길고, 총포는 1-2개이다. 열매는 10~11월경에 맺으며 분과의 타원형이며 납작하고, 유관은 5-10개 있다.

## 관리 및 번식법
관리법 : 유기물이 많은 토양에 심는다.   
번식법 : 11월에 수집한 종자를 종이에 싸서 냉장보관 후 이듬해 봄 화단에 뿌리거나 가을이나 이른 봄에 포기나누기를 한다.